# Pelargoderus vitticollis
Pelargoderus vitticollis là một loài bọ cánh cứng trong họ Cerambycidae.